# Artur Sangreman Henriques
Artur Celestino Sangreman Henriques (Caldas da Rainha, 1878 - 1946) foi um militar e espírita português. No oficialato alcançou o posto de Major, o seu nome faz parte da Toponímia do Município de Caldas da Rainha.

## Biografia
À época da implantação da República Portuguesa (1910), participou do movimento na qualidade de sargento-ajudante do Regimento de Artilharia n.° 1 do Exército Português. Após a Revolução, foi promovido a tenente do Corpo de Almoxarifes. Era irmão do líder regenerador das Caldas da Rainha, Pe. Constantino Sangreman Henriques, presidente da Câmara derrubada a 6 de Outubro de 1910, capelão do Hospital Termal Rainha D. Leonor e pároco da então vila.
Foi homenageado em um texto datado de 6 de Agosto de 1911, por um conjunto de tenentes da Guarda Nacional Republicana, atualmente no Arquivo Nacional da Torre do Tombo, em Lisboa.
Recusou a pensão que lhe foi atribuída pela Assembleia Constituinte à época, no quadro da promoção de sargentos a oficiais pelos serviços prestados no movimento revolucionário de 5 de Outubro, tendo como motivo a consciência da grave situação financeira que o país vivia, e por considerar que a promoção de que foi alvo já era uma recompensa em si.
Foi uma das figuras de destaque do I Congresso Espírita Português (1925), que conduziria à fundação da Federação Espírita Portuguesa (1926).